# Ewald Kislinger
Ewald Kislinger (Steyr, 1956) è un bizantinista austriaco.

## Biografia
Dal 1974 ha studiato bizantinistica, storia e Filologia classica all'Università di Vienna. Nel 1982 ha completato i suoi studi con un dottorato in studi bizantini (anche in storia dell'Europa sudorientale). Dal 1980 al 1981 è stato membro del comitato organizzatore del 16º Congresso Internazionale di Studi Bizantini di Vienna. Dal 1982 lavora presso l'Istituto di Studi Bizantini e Neo-Greci dell'Università di Vienna, prima come assistente a contratto, dal 1992 come assistente universitario e, dopo l'abilitazione (2000) in Studi Bizantini, come docente universitario e professore associato. Dal 1992 al 2003 ha lavorato alla bibliografia inedita della Byzantinische Zeitschrift (per l'Austria, l'Italia meridionale e le aree tematiche della vita quotidiana e della medicina). Dal 2007 al 2018 è stato redattore dello Jahrbuch der Österreichischen Byzantinistik. Le ricerche di Kislinger si concentrano sulla storia degli eventi, sulla vita quotidiana, sulla medicina e sulla gestione degli ospedali, nonché su aspetti della Sicilia bizantina. Per le sue ricerche storiche e archeologiche sul monastero basiliano di San Pietro di Deca ("Conventazzo"), Kislinger ha ricevuto nel 2012 la cittadinanza onoraria del comune di Torrenova (provincia di Messina). Kislinger è sposato con la bizantinista italiana Carolina Cupane.

## Opere
- (DE) Gastgewerbe und Beherbergung in frühbyzantinischer Zeit: e. realienkundliche Studie aufgrund hagiographischer u. historiographischer Quellen, 1982, OCLC 179981964.
- (DE) Ewald Kislinger, Herbert Hunger e Otto Kresten e Carolina Cupane, Das Register des Patriarchats von Konstantinopel, II: Edition und Übersetzung der Dokumente aus den Jahren 1337-1350 (Corpus Fontium Historiae Byzantinae XIX/2), Vienna, 1995,  p. 520.
- (DE) Regionalgeschichte als Quellenproblem: die Chronik von Monembasia und das sizilianische Demenna - eine historisch-topographische Studie, Vienna, Verl. der Österreichischen Akademie der Wissenschaften, 2001, ISBN 3-7001-3001-5, OCLC 496239035.
- (FR) Jean-Louis Flandrin e Massimo Montanari (a cura di), Les chrétiens d’Orient: règles et réalités alimentaires dans le monde byzantin, in Histoire de l’alimentation, Parigi, 1996,  pp. 325-344.
- (DE) Ewald Kislinger, Susanne Metaxas e Iris Ott, Conventazzo (Torrenova/ME): Archäologie und Geschichte (FWF-Projekt P 14997). Bericht über die Aktivitäten 2001-2003, in Anzeiger der philosophisch-historischen Klasse, vol. 1, n. 139,  pp. 101-180, DOI:10.1553/anzeiger139s101.
- Graecorum vinum nel millennio bizantino, Olio e vino nell’alto medioevo (Settimane di studi sull’alto medioevo LIV), Spoleto, Fondazione Centro italiano di studi sull'alto medioevo, 2007,  pp. 631-670, OCLC 1091913221.
- (DE) Reisen und Verkehrswege in Byzanz. Realität und Mentalität, Möglichkeiten und Grenzen, in Proceedings of the 22nd International Congress of Byzantine Studies, Sofia 2011, Vol. 1, Plenary Papers, Sofia, 2011,  pp. 341-387.
- (EN) Area Editor (9: Transport, travel, logistics; 13: Medicine), in History and culture of Byzantium, traduzione di John Noël Dillon e Duncan Smart, Falko Daim, 2019,  p. 574, OCLC 1135844480.